# Teltowkanal-Aue
Teltowkanal-Aue este o arie protejată (arie specială de conservare — SAC, sit de importanță comunitară — SCI) din Germania întinsă pe o suprafață de 12,88 ha, integral pe uscat.

## Localizare
Centrul sitului Teltowkanal-Aue este situat la coordonatele 52°23′57″N 13°11′48″E / 52.3992°N 13.1967°E.

## Înființare
Situl Teltowkanal-Aue a fost declarat sit de importanță comunitară în septembrie 2000.

## Biodiversitate
Situată în ecoregiunea continentală, aria protejată conține 1 habitat natural: Păduri acidofile de stejar bătrân cu Quercus robur pe câmpii nisipoase.
La baza desemnării sitului se află mai multe specii protejate:
- amfibieni (1): triton cu creastă (Triturus cristatus)
- mamifere (2): castor (Castor fiber), vidră de râu (Lutra lutra)
- nevertebrate (2): croitorul mare al stejarului (Cerambyx cerdo), Osmoderma eremita